# This Fire
«This Fire» es el quinto sencillo de la banda escocesa Franz Ferdinand de su álbum homónimo.
Fue lanzado como sencillo de sólo descarga y alcanzó el número 17 en la lista de popularidad de Modern Rock Tracks de la Revista Billboard de los  Estados Unidos y el número 8 en el UK Download Chart. En Australia llegó al número 29 en Triple J's Hottest 100 del 2004. Una nueva versión del sencillo, producida por Rich Costey, fue lanzada como sencillo el 4 de octubre de 2004, titulada "This Fffire". La portada del sencillo única se basa en la obra de arte Vence a los Blancos con la Cuña Roja! de El Lissitzky.
La canción fue incluida como banda sonora del videojuego Burnout 3: Takedown de Xbox y PlayStation 2. La versión de Rich Costey del sencillo fue seleccionada como el tema de apertura de la serie de anime Cyberpunk: Edgerunners de Netflix.

## Lista de canciones
Vocalista principsl: Alex Kapranos.
- Australia CD

1. «This Fire» (Rich Costey Re-record) (Alex Kapranos/Nick McCarthy)
2. «Love and Destroy» (Alex Kapranos/Nick McCarthy)
3. «Missing You» (Alex Kapranos)

- UK promo CD

1. «This Fffire» (Rich Costey Re-record) (Alex Kapranos/Nick McCarthy)
2. «Darts of Pleasure» (Alex Kapranos/Nick McCarthy)

- Europe CD

1. «This Fffire» (Rich Costey Re-record) (Alex Kapranos/Nick McCarthy)
2. «This Fire» (Playgroup Remix) (Alex Kapranos/Nick McCarthy)
3. «This Fffire» (video) (Alex Kapranos/Nick McCarthy)